# Williams Lake (ort)
Williams Lake är en ort i Kanada.   Den ligger i provinsen British Columbia, i den centrala delen av landet, 3 400 km väster om huvudstaden Ottawa. Williams Lake ligger 674 meter över havet och antalet invånare är 14 168. Det finns en flygplats nära orten.
Terrängen runt Williams Lake är huvudsakligen kuperad, men åt nordost är den platt. Williams Lake ligger nere i en dal. Det finns inga andra samhällen i närheten. 
I omgivningarna runt Williams Lake växer i huvudsak barrskog. Trakten runt Williams Lake är nära nog obefolkad, med mindre än två invånare per kvadratkilometer.